# Tapinacaena rotundata
Tapinacaena rotundata är en insektsart som beskrevs av Maa 1963. Tapinacaena rotundata ingår i släktet Tapinacaena och familjen Machaerotidae.
Artens utbredningsområde är Thailand. Inga underarter finns listade i Catalogue of Life.